# Megabalanus californicus
Megabalanus californicus är en kräftdjursart som först beskrevs av Henry Augustus Pilsbry 1916.  Megabalanus californicus ingår i släktet Megabalanus och familjen havstulpaner. Inga underarter finns listade i Catalogue of Life.